# Rarotonški jezik
Rarotonški jezik (cook island, cook islands maori, kuki airani, maori, rarotongan-mangaian; ISO 639-3: rar), polinezijski jezik kojim govori 7 300 ljudi na Kukovim otocima (2008), ukupno 33 220 uključujući Novi Zeland, Francusku Polineziju i Sjedinjene Države. Leksički je najsličniji tuamotskom [pmt] (83%) s kojim pripada tahitskoj podskupini jezika.
Postoji nekoliko dijalekata koji nose nazive po otocima na kojima se govore, to su mitiaro, mauke, atiu, mangaia, rarotonga i aitutaki.

## Vanjske poveznice
- Ethnologue (14th)
- Ethnologue (15th)